# Blu (singolo Paola & Chiara)
Blu è un singolo del duo musicale italiano Paola & Chiara, pubblicato il 30 aprile 2004 come unico estratto dal quinto album in studio omonimo.

## Descrizione
Seconda traccia dell'album in studio omonimo, la canzone è stata scritta dalle stesse Paola e Chiara, che ne hanno curato la produzione insieme a Roberto Baldi e Michele Monestiroli. Il brano è stato anche inserito nella compilation blu del Festivalbar 2004, edizione in cui le due sorelle hanno gareggiato con la canzone.

## Video musicale
Per il brano è stato prodotto un video musicale, diretto da Tommaso Pellicci, dalle atmosfere leggere ed estive.

## Tracce
CD maxi singolo
1. Blu – 3:46
2. Blu (Blue Sisters In Rhythm Extended Mix) – 6:04
3. Aqua – 3:54
4. Blu (Piano Vrs) – 3:29

## Formazione
- Paola Iezzi – voce
- Chiara Iezzi – voce, chitarre
- Roberto Baldi – tastiere, programmazione, cori
- Michele Monestiroli – tastiere, programmazione

## Classifiche
| Classifica (2004) | Posizione massima |
| ----------------- | ----------------- |
| Italia            | 18                |